# Evento anossico
Gli eventi anossici si realizzano con l'instaurazione in acque marine e oceaniche di condizioni ambientali caratterizzate da estrema scarsità o assenza di ossigeno (O2) nei livelli sottostanti la superficie. La presenza di queste condizioni anomale di stratificazione delle acque influenza la sedimentazione e porta alla deposizione di orizzonti geologici con caratteristiche peculiari (ad esempio il livello Bonarelli del Cretaceo superiore), che costituiscono l'espressione stratigrafica di tali eventi. Mediante la datazione biostratigrafica su sedimenti oceanici carotati (progetto DSDP-Deep Sea Drilling Project, 1968-1983), su affioramenti rocciosi e su sedimenti attraversati dai sondaggi petroliferi, questi livelli sono stati riconosciuti come coevi su vaste aree, indicando l'occorrenza degli eventi anossici su scala globale.
Gli eventi anossici sono stati riconosciuti e documentati per la prima volta in sedimenti del Giurassico e del Cretaceo, e successivamente in sedimenti del Paleozoico (Cambriano, Ordoviciano e Devoniano), Mesozoico (Triassico) e Cenozoico (Paleocene, Eocene). Talora, questi eventi coincidono con estinzioni di massa o con riduzioni significative della biodiversità negli ambienti marini.

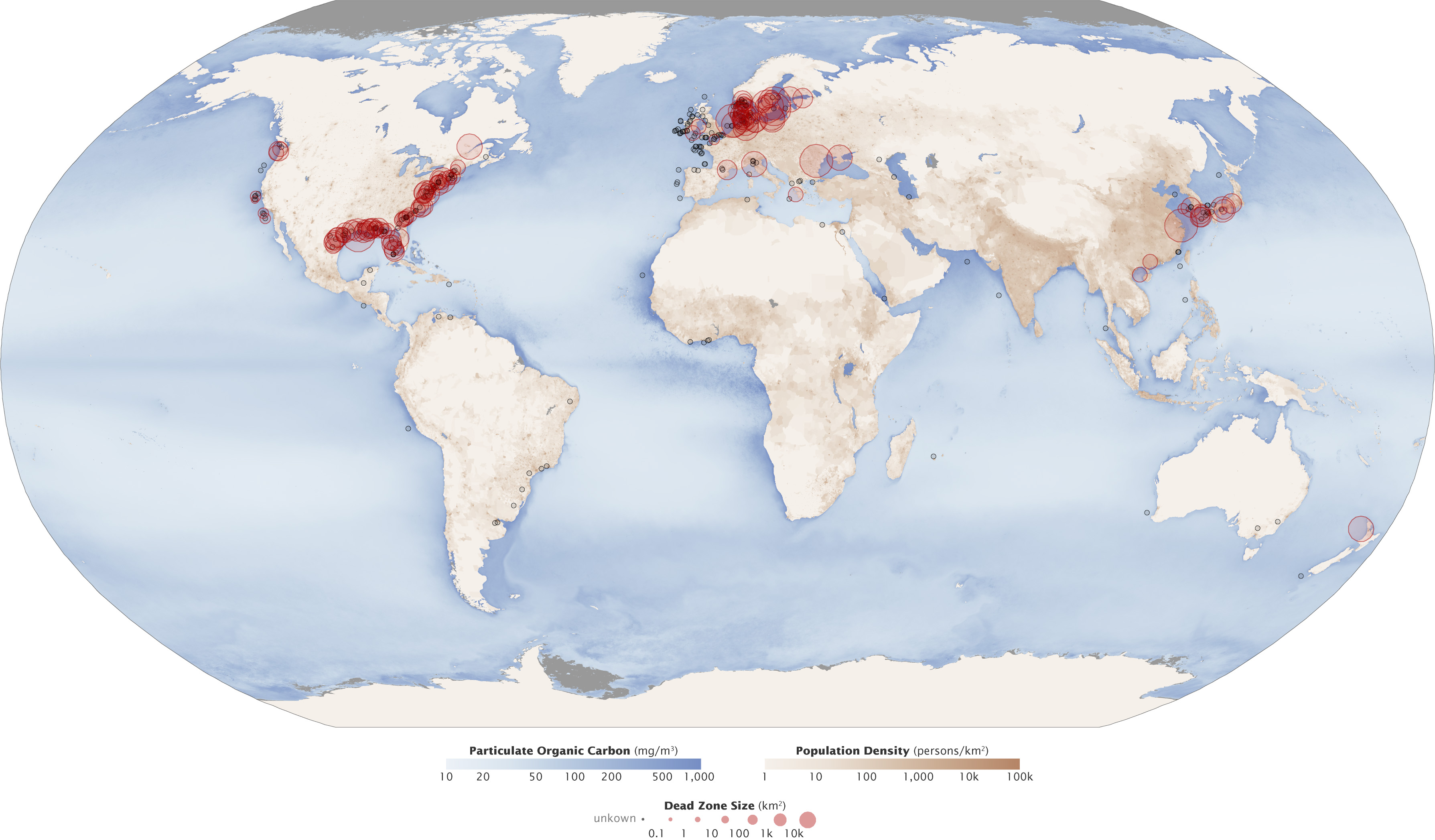
Mappa delle zone acquatiche morte elaborata dal NASA Earth Observatory nel gennaio 2008. I cerchi rossi indicano le dimensioni e le posizioni delle zone acquatiche morte, mentre i punti neri indicano una zona acquatica morta di dimensioni sconosciute.

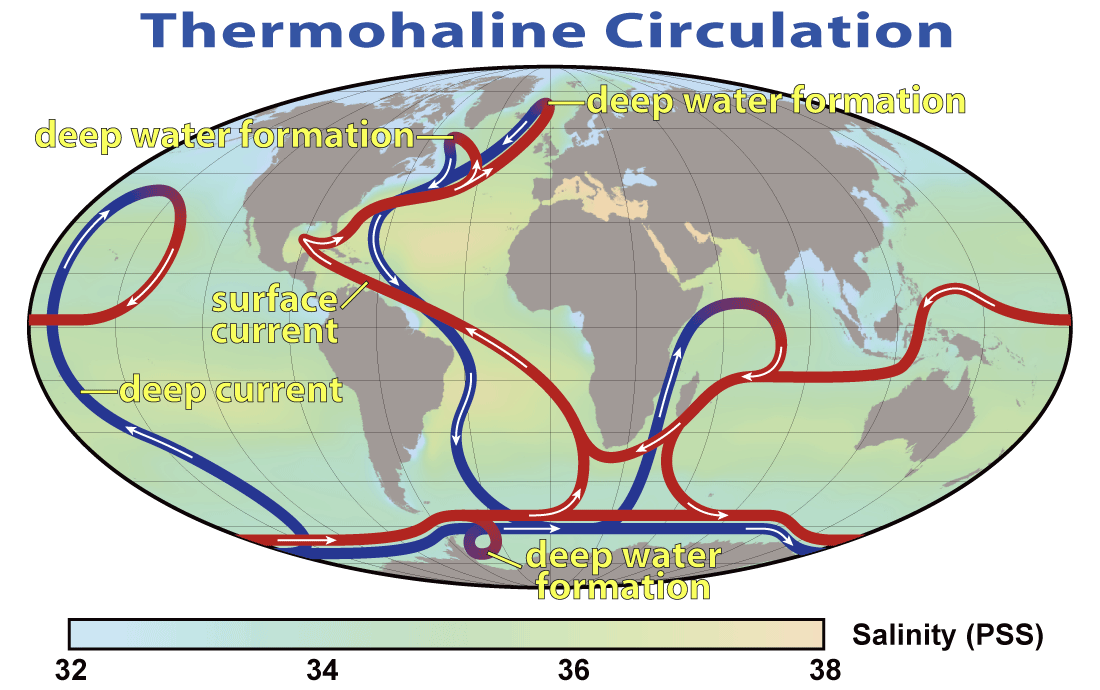
Mappa della circolazione termoalina che mostra l'interdipendenza delle regioni transnazionali sulla circolazione delle correnti oceaniche

## Caratteristiche
I livelli anossici presentano caratteristiche litologiche e tessiturali peculiari:
- notevole abbondanza di materia organica;
- sviluppo di idrogeno solforato (H2S) e abbondanza di solfuri;
- estrema scarsità o assenza di carbonati di calcio;
- elevata frequenza di organismi fossili a scheletro o guscio siliceo (come i Radiolari);
- presenza di strutture sedimentarie (laminazioni) non disturbate da parte di organismi bentonici scavatori;
- presenza di fossili con parti organiche spesso eccezionalmente conservate.

L'eccezionale accumulo di materia organica (che può arrivare a diversi punti percentuali sul totale del sedimento), è spiegabile con la preservazione della stessa in condizioni di scarsità o assenza di ossigeno, che ne impedisce l'ossidazione.
In queste condizioni, la decomposizione degli organismi viventi avviene per opera di batteri anaerobi, con sviluppo di idrogeno solforato, che può essere fissato nel sedimento sotto forma di solfuri (tipicamente solfuri di ferro, come pirite e marcasite). Si producono quindi condizioni ambientali a pH acido, sfavorevoli alla preservazione dei carbonati (calcite e aragonite) che compongono gli scheletri ed i gusci di numerosi organismi nectonici e planctonici e che normalmente si sedimentano sui fondali marini per decantazione. La silice (SiO2), essendo inattaccabile all'idrogeno solforato, può invece accumularsi in misura significativa.
Infine, la presenza di idrogeno solforato (fortemente tossico) nel sedimento di fondo e nello strato d'acqua adiacente, inibisce (o blocca) lo sviluppo di organismi scavatori (permettendo la preservazione delle strutture sedimentarie) e degli organismi necrofagi (permettendo quindi la preservazione delle parti molli degli organismi morti). Spesso si hanno fenomeni di fossilizzazione per sostituzione di organismi o parti di organismi da parte dei solfuri (piritizzazione). I livelli anossici costituiscono spesso giacimenti fossiliferi di primaria importanza per numero, varietà e stato di conservazione dei fossili, che consentono una ricostruzione accurata di tipo paleoecologico dell'associazione faunistica o floristica rinvenuta. Tra i giacimenti più celebri di questo tipo si possono ricordare quelli di Holzmaden (Germania), del Giurassico inferiore, e quello italiano di Besano, del Triassico Medio, nel Varesotto. Si tratta in entrambi i casi di "scisti" bituminosi (in realtà più propriamente argilliti bituminose), ricchi di resti organici, sia di invertebrati (molluschi, crostacei, vermi) che di vertebrati (pesci e rettili), talora con le parti molli conservate in forma di pellicola carboniosa (sono celebri gli ittiosauri rinvenuti ad Holzmaden, nei quali è riconoscibile il profilo del corpo e che hanno permesso una accurata ricostruzione di queste specie).
I livelli anossici sono spesso piuttosto sottili (in genere pochi metri di spessore) a causa dei fenomeni di dissoluzione e della drastica diminuzione del tasso di accumulo dei sedimenti, ma costituiscono orizzonti-guida stratigrafici di grande importanza, essendo coevi e ben riconoscibili su vaste aree. Spesso costituiscono inoltre eccellenti rocce madri di idrocarburi, che possono dar luogo, in opportune condizioni di temperatura e con la presenza di trappole strutturali o stratigrafiche, ad accumuli significativi di petrolio o gas metano.

## Cause e meccanismi
Le cause degli eventi anossici a livello globale sono ancora poco chiare e piuttosto controverse. Da un punto di vista generale, si osserva che i maggiori eventi anossici  documentati (Giurassico e Cretaceo) occorrono in periodi con clima relativamente caldo. La temperatura media annua in questi periodi della storia della terra era sicuramente più elevata dell'attuale, come confermato da diversi studi sulla composizione isotopica dell'ossigeno nei sedimenti carbonatici e nei gusci mineralizzati di diversi gruppi tassonomici (ad esempio i Foraminiferi). Poiché da studi attuali la concentrazione di ossigeno nelle acque è inversamente proporzionale alla loro temperatura, probabilmente in questi periodi la concentrazione di ossigeno negli oceani era mediamente inferiore all'attuale, aumentando quindi la probabilità di insorgenza di episodi anossici. Tuttavia, dal momento che tali episodi non sono generalizzati né particolarmente frequenti, ma ristretti a periodi della durata di poche centinaia di migliaia di anni, sono necessarie condizioni più specifiche per giustificarne la presenza nel record sedimentario. Le ipotesi fornite finora dai ricercatori sono sostanzialmente due:
- Secondo la prima, l'accumulo della materia organica è dovuto essenzialmente alla sua preservazione in seguito all'instaurarsi di condizioni “ristrette”, in relazione a particolari condizioni fisiografiche del fondale marino. È quanto accade attualmente nel Mar Nero, ove una serie di cause concomitanti (elevata profondità, presenza di una soglia pronunciata verso il Mar Mediterraneo, bassa salinità delle acque superficiali per l'intenso apporto fluviale), provoca una marcata stratificazione delle acque, con maggiore ricambio al livello superficiale del bacino, mentre si ha assenza di rimescolamento e stagnazione al fondo, con sviluppo di condizioni euxiniche. Questa ipotesi tuttavia può spiegare eventi locali in bacini di estensione limitata (come ad esempio l'Oceano Atlantico nel Cretaceo, ancora nelle fasi iniziali di apertura e relativamente stretto, oppure il bacino del Mediterraneo durante la crisi di salinità del Messiniano), ma non eventi rilevati a livello globale e in contesti sicuramente aperti come piattaforme  continentali o plateau oceanici.
- Secondo l'altra ipotesi, l'innesco degli episodi anossici sarebbe costituito da un aumento improvviso della produttività oceanica, con lo sviluppo esplosivo di organismi fito-planctonici silicei (come le Diatomee) o privi di parti mineralizzate, a spese di altri organismi a scheletro o guscio calcareo come i Foraminiferi e le alghe Coccolitofore. Un simile fenomeno avviene anche attualmente, sia pure su scala locale, nelle aree oceaniche di upwelling, ove le acque profonde, fredde e ricche di nutrienti minerali, risalgono in superficie. La conseguente proliferazione di organismi fito-planctonici dà origine a particolari depositi: i fanghi silicei (Diatomee e Radiolari). L'accelerazione del flusso di materia organica al fondo e i fattori conseguenti alla sua degradazione avrebbero quindi contribuito al consumo dell'ossigeno negli strati profondi (con ricambio limitato delle acque) e quindi all'innalzamento del livello di minimo dell'ossigeno negli oceani, con aumento sempre maggiore della quantità di materia organica non ossidata al fondo.

Questo tipo di fenomeno tuttavia si verifica attualmente solo in un ambito locale. Per spiegare un simile aumento di fertilità generalizzato negli oceani, è necessario ipotizzare un aumento dell'afflusso di nutrienti solubili in acqua (come nitrati e fosfati) derivati dalle aree emerse, con una concomitante intensificazione dei fenomeni di risalita (upwelling) delle acque profonde e la conseguente proliferazione esplosiva di fitoplancton nella zona fotica (lo strato di acque interessato dalla penetrazione della luce solare). Un tale quadro richiede però una variazione climatica a livello globale. Gli studi sulla composizione isotopica dell'ossigeno e sul rapporto magnesio/calcio nei fossili indica in effetti la presenza di massimi termici in corrispondenza degli eventi anossici giurassico-cretacei e paleocenico-eocenici, che avrebbero potuto causare un incremento del tasso di erosione nelle aree continentali e un conseguente aumento dell'afflusso di nutrienti negli oceani.
Secondo alcuni ricercatori, il riscaldamento del clima potrebbe essere relazionato con variazioni cicliche dei parametri orbitali terrestri (eccentricità e obliquità dell'orbita terrestre, precessione degli equinozi): l'interferenza positiva delle varie componenti del segnale orbitale potrebbe avere causato un aumento dell'energia solare assorbita dalla Terra e un riscaldamento globale del clima.
Altri spiegano questo aumento di nutrienti con l'immissione massiccia di anidride carbonica (CO2) nell'atmosfera in seguito all'aumento dell'attività vulcanica, che avrebbe causato un incremento dell'effetto serra e un riscaldamento globale del clima. L'apparente coincidenza dell'aumento di attività vulcanica in alcune aree (ad esempio, nella provincia magmatica dell'Atlantico centrale) con i principali eventi anossici riscontrati nel Giurassico inferiore (Toarciano) e nel Cretaceo (Aptiano e Cenomaniano-Turoniano), potrebbe confermare in parte questa teoria.
Non vi sono, allo stato attuale delle conoscenze, elementi decisivi a favore dell'una o dell'altra ipotesi (del resto tutte con ampi margini di incertezza e di interpretazione).

## Cessazione dell'evento
La fine di un evento anossico avviene con il ripristino delle condizioni di circolazione al fondo.
Nel caso di eventi anossici locali o regionali, la cessazione delle condizioni anossiche può essere relazionata con modificazioni di ordine fisiografico del fondale marino (o lacustre) e principalmente con il venir meno di soglie morfologiche che impediscano la circolazione delle masse d'acqua.
Nel caso di eventi di ordine globale, il ripristino delle condizioni di ossigenazione può dipendere da fattori simili ai precedenti, ma a scala più ampia:
- variazioni nella distribuzione delle terre emerse dovute alla tettonica a placche;
- variazioni a livello globale del livello del mare;
- variazioni climatiche.

In particolare, la cessazione di un evento anossico è posta in relazione da numerosi autori con un mutamento climatico prodotto da un fenomeno di inversione dell'effetto serra. Nei periodi di massimo termico (che, come abbiamo visto possono coincidere con un evento anossico), la temperatura più elevata favorirebbe il passaggio della CO2 in soluzione nelle acque oceaniche. Questo fenomeno, sottraendo CO2 all'atmosfera, potrebbe portare ad una progressiva diminuzione dell'effetto serra e ad un conseguente raffreddamento del clima. Questo avrebbe due importanti conseguenze:
- maggiore facilità nel fissare il carbonato di Calcio (CaCO3) da parte degli organismi a guscio o scheletro calcareo, e conseguente loro proliferazione con aumento della produttività carbonatica, che porterebbe alla fissazione progressiva di Carbonio nei sedimenti in forma di carbonato. Questo fenomeno, insieme al progressivo seppellimento dei sedimenti euxinici, porterebbe ad una sottrazione di Carbonio al sistema atmosfera-idrosfera;
- miglioramento della capacità di assorbimento dell'Ossigeno da parte delle acque oceaniche con la diminuzione della temperature, e conseguente incremento dell'Ossigeno negli oceani. Un aumento di produttività carbonatica è in effetti stato riscontrato posteriormente ad alcuni importanti eventi anossici, come quello toarciano e quello cenomaniano-turoniano.

Infine ancora, le periodicità dei parametri orbitali potrebbero portare alla cessazione dell'evento anossico innescando un episodio di raffreddamento climatico